# باول بيرك (محرر)
باول بيرك (بالنرويجية البوكمول: Paul Bjerke)‏ هو محرر نرويجي، ولد في 2 أكتوبر 1952 في أوسلو في النرويج.